# Дэвид, Эджуорт
Сэр Таннат Уильям Эджуорт Дэвид (28 января 1858, Сен-Фаганс около Кардиффа — 28 августа 1934, Сидней) — австралийский геолог и исследователь Антарктики валлийского происхождения.

## Биография
Родился в окрестностях Кардиффа в семье преподавателя богословия и античной истории. В возрасте 12 лет поступил в колледж св. Магдалины в Оксфорде, в 1876 году получил стипендию для изучения антики. В 1878 году на некоторое время уехал в Австралию и Канаду, чтобы поправить здоровье, затем вернулся в Оксфорд, где начал изучать геологию и сильно заинтересовался этой наукой. В 1880 году получил степень бакалавра искусств и следующие два года занимался полевым изучением геологии Уэльса. В ноябре 1881 года вышла его первая работа; в следующем году он непродолжительное время учился в Королевской горной школе в Лондоне, а затем уехал в Австралию, где занял должность помощника геологического инспектора при правительстве колонии Новый Южный Уэльс.
На этой должности Эджуорт работал до 1891 года, после чего получил место профессора геологии в университете Сиднея; преподаванием он занимался до 1924 года. К числу его важнейших достижений в области австралийской геологии относятся открытие крупнейшего угольного бассейна Хантер-Вэллью в Новом Южном Уэльсе в апреле 1886 года, открытие множества месторождений олова, составление первой геологической карты Сиднейско-Ньюкаслского бассейна, научное доказательство оледенения большей части Австралии в Верхнем Палеозое, проведя множество полевых исследований в период с 1900 по 1907 год. В 1892 году занял должность председателя секции геологии в Австралийской ассоциации по развитию науки. Занимался также исследованием океанийских атоллов, посетив, в частности, в 1896 году с экспедицией атолл Фунафути. В 1899 году был награждён медалью Бигсби Лондонским геологическим обществом, в 1900 году был избран членом Лондонского Королевского общества.
В 1907—1909 годах участвовал по приглашению в Первой экспедиции Шеклтона в Антарктику, в ходе неё возглавлял с 5 по 11 марта 1908 года восхождение на антарктический вулкан Эребус и отряд экспедиции, первым достигший 16 марта 1909 года Южного магнитного полюса. После завершения экспедиции выступал с лекциями о ней, в 1910 году получил Орден Святого Михаила и Святого Георгия и почётную степень доктора наук от Оксфордского университета. В 1913 году стал президентом Австралийской ассоциации по развитию науки. 25 октября 1915 года, когда уже шла Первая мировая война, получил звание майора и возглавил Австралийский горный корпус, прибыв на Западный фронт в мае 1916 года и лично руководя его работами. В сентябре того же года получил тяжёлые травмы, упав в траншею: у него были сломаны два ребра и разорван мочевой пузырь. После лечения в Лондоне, однако, вернулся на фронт в качестве советника Британского экспедиционного корпуса по земельным работам и оставался на передовой до июня 1917 года. В ноябре 1918 года получил звание подполковника. В сентябре 1920 года стал кавалером Ордена Британской империи. Вернувшись в Австралию, продолжил преподавательскую деятельность, в 1921—1922 годах возглавлял Австралийский национальный исследовательский совет. Вышел в отставку в 1924 году, однако научной работой занимался до конца жизни.
Написал целый ряд работ, включая воспоминания о Шеклтонской экспедиции в Антарктику и фундаментальное сочинение об австралийской геологии, оставшееся неоконченным.